# Diocèse d'Alexandrie
 (novembre 2020).
Ne doit pas être confondu avec Vicariat apostolique d'Alexandrie d'Égypte ou Patriarche latin d'Alexandrie.
Le diocèse d'Alexandrie (en latin : Dioecesis Alexandrina Statiellorum ; en italien : Diocesi di Alessandria) est un diocèse de l'Église catholique en Italie, suffragant de l'archidiocèse de Verceil et appartenant à la région ecclésiastique du Piémont.

## Territoire
Le diocèse est situé sur une partie de la province d'Alexandrie, l'autre partie de la province étant partagée par les diocèses d'Acqui, d'Asti, de Casale Monferrato, de Tortone et l'archidiocèse de Gênes.
Son territoire a une superficie de 740 km2 avec 74 paroisses regroupées en 4 archidiaconés. L'évêché est dans la ville d'Alexandrie avec la cathédrale des saints Pierre et Marc.

## Histoire
Le diocèse est érigé en 1175 par le pape Alexandre III avec la bulle Sacrosanctae Romanae ecclesiae, par laquelle le pontife honore la ville qui a pris son nom. Par la suite, avec le bref De novitate du 30 janvier 1176, Alexandre III s'excuse d'avoir élu un évêque motu proprio et déclare que cela ne doit pas porter atteinte, à l'avenir, au droit de nomination qui appartient au chapitre de la cathédrale. Le nouveau diocèse est nommé suffragant de l'archidiocèse de Milan.
Le territoire du diocèse d'origine est presque similaire à celle d'aujourd'hui, à l'exception de la frontière orientale avec le diocèse de Tortone qui n'a pas de délimitation précise. Dans le bref Congruam officii de l'évêque Otton (18 juillet 1178 ou 1180), Alexandre III confirme la constitution du chapitre des chanoines de la cathédrale Saint-Pierre, mis en œuvre par Otton, et reconnaît tous ses possessions à la jeune église d'Alexandrie.
La vie du diocèse, dans ses premières décennies, est très troublée en raison de conflits avec le diocèse d'Acqui, du territoire duquel est né le siège d'Alexandrie. Le pape Alexandre charge l'archevêque milanais Algisio d'unir les deux sièges, mais en raison de l'opposition des évêques d'Alexandrie et d'Acqui, la disposition n'a pas d'effet. Le diocèse d'Alexandrie reste longtemps vacant.
En mai 1205, le pape Innocent III reprend la question, décidant d'appliquer les dispositions d'Alexandre III. L'union aeque principaliter des deux sièges est renouvelée par la bulle Cum beatus Petrus et l'évêque d'Acqui, Ugo Tornielli, est également devenu évêque d'Alexandrie, avec l'obligation de résider pendant six mois dans une ville et six mois dans l'autre. Mais les désaccords entre les deux diocèses sont tels qu'en novembre 1213, Ugo Tornielli décide de démissionner. 
À partir de ce moment, Alexandrie, bien qu'encore formellement unie à Acqui, n'a plus ses propres évêques ; le diocèse est d'abord dirigé par le chapitre de la cathédrale puis, à partir de 1235, par l'archidiacre capitulaire. L'évêque d'Acqui, dont le siège est uni à celui d'Alexandrie, ne s'inquiète jamais de l'Église d'Alexandrie, et à l'exception d'un cas, aucun des évêques d'Acqui ne prend jamais le titre d'évêque d'Alexandrie. 
Ce statu quo dure jusqu'à ce que le pape Innocent VII, par la bulle Sedis Apostolicae du 15 avril 1405, réorganise le diocèse et nomme l'augustin Bertolino Beccari comme évêque. En 1803, le diocèse est de nouveau supprimé et son territoire incorporé au diocèse de Casale Monferrato. Il est rétabli en 1817 par la bulle Beati Petri du pape Pie VII et nommé suffragant de l'archidiocèse de Verceil. Le 3 mai 1936, par la lettre apostolique Cum in oppido, le pape Pie XI proclame saint Pie V patron secondaire du diocèse.